# Вандейский мятеж
Ванде́йское восста́ние (фр. Guerre de Vendée, Вандейская война) — гражданская война между сторонниками и противниками революционного движения на западе Франции, преимущественно в Вандее, длившаяся с 1793 по 1800 год. Вместе с шуанерией, разворачивавшейся на правом берегу Луары, иногда объединяется под названием «Во́йны на западе».
Как и во всей Франции, в 1789—1792 годы в Вандее имели место выступления крестьян. Но восстание 1793 года, начавшееся как жакерия, впоследствии переросло в контрреволюционное восстание. Завершившаяся поражением повстанцев спустя три года, война унесла жизни более чем 200 тысяч человек и повлекла масштабные разрушения.

## Историография
История изучения войны в Вандее характеризуется постоянными противоречиями и разногласиями приверженцев различных исторических школ и идеологических течений. Среди них можно выделить два лагеря: сторонников революции и сторонников вандейцев.
На протяжении XIX века шло противостояние университетских историков, изучавших главным образом архивные материалы, и исследователей-энтузиастов, собиравших устные предания. Первые преимущественно придерживались республиканской точки зрения, отрицая народный характер восстания и рассматривая его как заговор англичан, дворян и священников, за которыми слепо последовала наиболее невежественная часть общества. Самостоятельно исследовавшие конфликт монархисты и традиционалисты излагали свою точку зрения, основываясь на устных свидетельствах и воспоминаниях сторонников мятежа. По их мнению, религиозные и преданные знати крестьяне объединились в войска под руководством мелкого дворянства, чтобы восстановить монархию и спасти католицизм.
В XX веке исторический анализ претерпевает глубокие изменения. В 1920-х историк марксистского толка Альбер Матьез выдвигает предположение, что мятеж имеет корни в социальной и экономической ситуации той эпохи. В 1950-х Марсель Фушё говорит о том, что традиционно упоминаемые введение гражданского устройства духовенства, казнь Людовика XVI и массовая мобилизация не могли сами по себе явиться причиной восстания. По его мнению, революция не смогла воплотить в жизнь ожидания, вызванные созывом Генеральных штатов в 1789 году: половники, составлявшие большинство в Вандее, не выиграли от отмены феодализма, национальные имущества принесли выгоду преимущественно буржуа и торговцам. Впоследствии слом традиционных социальных структур, жёсткая церковная реформа и массовая мобилизация послужили последней каплей, добавившейся к уже имевшему место недовольству. Поль Буа указывает на появившуюся задолго до революции глубокую социальную пропасть между горожанами и сельскими жителями как на одну из причин восстания. С этим согласен социолог Чарльз Тилли: рост французских городов в XVIII веке, их экономическая агрессия и склонность монополизировать местную политическую власть вызывала недовольство и сопротивление со стороны крестьян, и Вандейский мятеж — пример его обострения. Альбер Собуль говорит о том, что простонародные массы не были ни сторонниками короля, ни приверженцами абсолютизма, и что знать вспыхнувшее восстание даже удивило, прежде чем они использовали его в своих целях.

## Описание Вандеи перед началом восстания
Характер территории, носившей до разделения Франции на департаменты название Вандеи (сюда, кроме департамента Вандея, принадлежала ещё большая часть старого Пуату, части Анжу и Бретани, пространство приблизительно в 22 000 км², омываемое морем на протяжении 170 км), придал и населению независимый, дикий характер и не давал развиться промышленности и просвещению. В конце XVIII века под Вандеей подразумевалась территория на северо-западе Франции, граничащая на севере с низовьями Луары от Пон-де-Се, на востоке линией Дуэ — Туар — Партене — Ниор, на юге Фонтене — Люсон — Сабль д’Олонн, на западе — Атлантическим океаном. На этой территории проживало около 800 тысяч человек. По топографическим свойствам Вандея делились на лесную (bocage), болотистую (marais) и равнинную (plaine). Первая часть составляла до 2/3 всей Вандеи и была покрыта множеством перелесков, селений и отдельных хижин, обнесённых, как и поля, живыми изгородями и рвами. Между ними проходили узкие и углублённые дороги, практически непроходимые в дождливое время. Болотистая часть располагалась по побережью океана и хотя была совершенно открытой, но была пересечена множеством мелких озёр глубиной до 2 метров, соединённых между собой рвами, пробираться между которыми можно было только по тропинкам. Каналы и озера представляли собой пути сообщения на лодках местным жителям, пешеходы передвигались по этому пространству при помощи длинных жердей (ningles), опираясь на которые, перепрыгивали через рвы и канавы. Обе эти части представляли собой лабиринт для незнакомых с местностью, а войска, за исключением двух или трёх дорог (как, например, из Нанта в Ниор и Сабль), могли действовать только узким фронтом. Третья, равнинная, часть располагалась только по берегам Нижней Луары и Севры Нантской к югу от первых двух, и её население, враждовавшее с жителями болотистой части, в восстании не участвовало.
Бездны, до 1789 года отделявшей во Франции в социальном отношении третье сословие от дворянства и духовенства, в Вандее не существовало. Вандея, со своим кельтским населением, со своим нетронутым христианством, отсутствием городской культуры и близостью между дворянами и крестьянами, представляла резкую противоположность остальной Франции. Вандейцы всегда были набожны и преданы королевскому дому. Относительно мало стеснённые прежними порядками и под влиянием духовенства, которое было большим в этом регионе, они крайне враждебно отнеслись к революции. Частные волнения начались ещё в 1792 году (одновременно с беспорядками в соседней Бретани), поддерживаемые происками эмигрантов и английских эмиссаров, а также бестактностью и грубостью революционных властей.

## Начало восстания
Одной из причин восстания называют принудительный набор в революционную армию. В начале 1793 года управлявший Францией Национальный конвент, опасаясь вторжения союзных армий, постановил произвести новый набор в 300 тысяч человек. Этот декрет послужил сигналом для выступления.
Помимо этого, причиной недовольства послужило начало регулирования цен на хлеб в зависимости от региона и его богатства. В Вандее больших городов к тому моменту не было, а потому хлеб на продажу вандейцы возили в соседние области, в результате чего цена на хлеб стала непомерно высокой.
Постепенно усиливаясь, волнения перешли в открытое восстание. Мятеж разливался с чрезвычайной скоростью. 4 марта 1793 года в городке Шоле молодёжь расправилась с командиром местной Национальной гвардии. Спустя неделю, 10 марта, противники рекрутского набора столкнулись с республиканцами в Машкуле: счёт жертв среди последних пошёл на сотни. 11 марта несколько тысяч крестьян выгнали из местечка Сен-Флоран республиканских чиновников и выбрали себе предводителем некоего Жака Кателино, бывшего торговцем полотном. Вскоре к ним присоединились отряд под руководством лесничего Ж.-Н. Стоффле и другие отряды. В течение нескольких дней во всех Вандейских приходах не умолкал звон набата, и около 100 тысяч крестьян взялись за оружие.
Из шести главных предводителей (Морис де Эльбе, Шарль де Боншан, Анри-Дюверже Ларошжаклен, Франсуа Шаретт, Жак Кателино и Никола Стоффле) первые четверо принадлежали к старому дворянству, а остальные — к низшему сословию. Кателино, избранный главнокомандующим, 15 марта овладел Шолем, захватив до 700 пленных и 4 орудия. Такой успех способствовал повсеместному усилению восстания. На западе Вандеи отставной морской офицер Франсуа Шаретт с 4 тысячами крестьян взял город Парпик.
У Шантони появилась значительная толпа под начальством Руарана, и, кроме того, повсюду появились мелкие отряды, угрожавшие городам и даже Нанту. Всё это импровизированное ополчение не имело организации, страдало отсутствием дисциплины, нуждалось в оружии и деньгах, действовало без общего плана, но было проникнуто религиозным воодушевлением и чёткой решимостью не подчиняться ненавистному Конвенту. Их первоначальному успеху способствовала топография местности и слабость и плохое состояние республиканских сил. В это время в Вандее регулярных войск почти не было, а Национальная гвардия, разбросанная по стране мелкими отрядами, оказалась не в состоянии противодействовать волне восставших. Начальник республиканских войск в южной части Вандеи генерал Марсе, с 3 тыс. чел. и 7 орудиями (небольшая часть — регулярные войска из Ла-Рошели, остальные национальная гвардия) овладел городом Шантони, пользуясь тем, что крестьяне разошлись для обработки полей, но 19 марта его отряд потерпел поражение при Сен-Венсане, после чего д’Эльбе двинулся к Шаланну и занял этот город 21 марта. После этого наступил временный перерыв, использованный обеими сторонами на организацию своих сил. Разбросанные до этого момента отряды инсургентов вошли в связь между собой, распределились соответственно селениям или приходам и избрали старших и младших командиров.

## Разрастание боевых действий
Получив известия о происшествиях в Вандее, Национальный конвент объявил всех участвующих в восстании вне закона, но не имел возможности принять более действенные меры. Убедившись в серьёзности положения дел после поражения при Сен-Венсане, конвент распорядился сформировать два корпуса: на западной и южной границах Вандеи (20 тысяч) под командованием генерала Беррюйэ — по большей части неопытные и новонабранные войска; другой корпус, за Луарой, под командованием генерала Канкло, но вначале в его распоряжении было только 4 тысячи полевых войск Бейсера (Beysser) в Нанте. Согласно плану Беррюйэ республиканские силы были разделены на 5 колонн и в первой половине апреля должны были начать движение в лесистую часть Вандеи и, продвигаясь постепенно вперёд, оттеснить роялистов к морю либо к Луаре. План этот был хорош только при значительном превосходстве сил; при их слабости подобное разобщение должно было иметь неминуемым следствием поражение республиканцев по частям.
С 7 апреля 1-я колонна Буляра (4 тысячи) двинулась в юго-западном направлении на Сабль д’Олон, Сен-Жиль и Бовуар. Спустя 2 дня вступили в северо-восточную Вандею остальные колонны: 2-я колонна Кетино (2400 человек) от Брессюира на Лезобье; 3-я колонна Легонье (10 тысяч) в направлении Вигье — Везен — Шоле; 4-я колонна самого Беррюйэ (3600 человек) — от Сен-Ламбера на Шемилье, а 5-я колонна Говилье (2400 человек) должна была переправиться через Луару и идти к Сен-Флорану. Роялисты, собрав до 30 тысяч человек, сосредоточились 9 апреля у Шоле, а отряд Боншана занял Сен-Флоран. 11 апреля их главные силы двинулись на Шемилье и, встретив корпус Беррюйэ, разбили его в тот же день, но зато другие республиканские колонны продолжали двигаться вперёд и совершенно стеснили роялистов, отступивших сначала к Бопрео, а затем к Тифожу. Здесь роялисты были подкреплены отрядом крестьян под командованием молодого дворянина Анри Ларошжаклена, который одержал победу над одной из республиканских дивизий у Обье, после чего Боншан атаковал колонну Кетино у Лезобье (13 апреля) и нанёс ей поражение. Три дня спустя (16 апреля) Кателино и д’Эльбе встретили отряд Легонье между Короном и Везеном и разгромили его, а 20 апреля при Бопрео такая же судьба постигла колонну Ровилье, атакованную соединёнными силами д’Эльбе и Боншана. Тогда Беррюйэ, находившийся между Жалле и Шемилье, вынужден был отступить на Пон-де-Се. Таким образом северо-восточная Вандея была очищена от республиканских войск. Часть республиканцев была заперта в Брессюире и Фонтене.
Насколько роялисты действовали успешно в северо-восточной части Вандеи, настолько неудачны были их действия на юго-западе. Энергичное наступление Буляра с юга не мог остановить Шаретт. Войска его упали духом. К тому же из Нанта на соединение с Буляром через Машкуль (где был уже 20 апреля) спешил отряд Бейсера. Дружина Шаретта рассеялась, а сам он был вынужден бежать в селение Вьельвин. Вслед за этим Бейсер занял город Леже, вошёл в связь с колонной Буляра, в результате чего к началу мая республиканцы установили контроль над морским побережьем.
Тем временем на северо-востоке Вандеи главная армия роялистов д’Эльбе (20 тысяч, 12 орудий) овладела Шатильоном, Аржантоном, Бресюиром и Вийе, а затем, окружив отряд Кетино у Туара (5 мая), заставила его сдаться, захватив 12 орудиями и 6000 ружей. Здесь к армии роялистов присоединился храбрый и опытный маркиз де Лескюр и знаменитый искатель приключений епископ Агрский.
Вслед за тем армия роялистов разделилась на три отряда: отряд Боншана должен был действовать на Луаре, д’Эльбе — в центре и Шаретта — в нижней Вандее. Роялисты двинулись против генерала Шальбо, расположившегося с 10 тыс. человек в равнинной Вандее. 9 мая роялисты заняли Партене, а 13 мая — Шатеньере, после чего крестьяне, обремененные добычей, стали расходиться по домам. Вследствие этого, несмотря на уменьшение роялистской армии, её предводители Боншан и д’Эльбе, всё ещё имея порядка 10 000 человек, сделали 16 мая попытку атаковать отряд республиканцев Шальбо у Фонтенэ. Атака была отбита и инсургенты отброшены, потеряв при этом около 4 тысяч убитыми и почти всю артиллерию. Неудача не обескуражила вандейцев: получив в подкрепления войска Боншана и Ларошжаклена, они снова перешли в наступление и у Фонтенэ (24 мая) нанесли поражение войскам Шальбо, захватив 40 орудий, большое число ружей, значительное количество боеприпасов и денег.
Пока происходили указанные события, высший командный состав республиканских войск подвергся перемене: вместо Беррюйе был назначен Бирон, получивший предписание оцепить т. н. Ларошельской армией, получившей значительные подкрепления, границы Вандеи от Сомюра до Сабль д’Олон. Другая армия, Брестская, под командованием генерала Канкло должна была двигаться к Луаре. Бирон при формировании своей армии из национальной гвардии и конскриптов испытывал большие затруднения, в то время как роялисты сосредоточили у Шатильона и Вигье до 40 тысяч человек. 7 июня они взяли Дуэ, а Кателино (20 тыс. чел.) форсированным маршем двинулся к Сомюру, где 11 июня нанёс поражение республиканским войскам Мену и Сантера (8—10 тысяч) и взял Сомюр (большая часть защитников была взята в плен), а 13 июня и Анжер. Республиканцы, потеряв до 3000 человек, отступили к Туру.
В юго-западной Вандее Шаретт, хотя и с большим трудом, но держался, благодаря тому что Бейсер, вследствие успехов роялистов на востоке, был отозван. 6 мая Шаретт, имея всего 500 человек, овладел Сен-Коломбеном, а 7 мая, соединившись с отрядом Вриньо — Сен-Желесом. Но 15 мая он был разбит Буларом у Палюо. В начале июня, пользуясь своим авторитетом, признанный в западной Вандее (хотя и негласно) главнокомандующим, Шаретт объединил отряды всех местных инсургентов (отряды Вриньо, Лакателиньера, Пажо, Жюли, Кётуса, Савена и др.) для общего нападения на Машекуль, который и был взят приступом после упорного боя 11 июня с республиканским отрядом в 2 тысячи человек с 19 орудиями.

## Атака Нанта
12 июня маркиз де Лескюр, вынужденный из-за ранения оставить армию, убедил роялистских начальников избрать главнокомандующего и подал голос в пользу Кателино, вследствие чего тот получил грамоту генералиссимуса Католической королевской армии, подписанную 14-ю вандейскими военачальниками. Затем приступили к созданию плана действий. Увлечённые успехом, вандейские начальники решились перенести войну за пределы своей провинции. Было решено идти к Нанту, овладение которым обеспечило бы им сообщение с морем и доставило бы опорный пункт. Только один Боншан был противоположного мнения, предлагая произвести вторжение в Бретань и Нормандию и при содействии местных жителей идти к Парижу. Но это предложение было отвергнуто.
Согласно составленному плану 26 июня началось наступление Кателино на Нант. Переправясь на правую сторону Луары, с 20 тысячами он должен был атаковать Нант с севера, в то время как Шаретт с 25 тысячами должен был наступать с юга. В Сомюре был оставлен гарнизон под началом Ларошжаклена. В Нанте находилось 10—12 тысяч под командованием Канкло и Бессера, город был обнесён полевыми укреплениями. 29 июня состоялся штурм Нанта, и, несмотря на огромное превосходство в силах, он был отбит, а сам Кателино смертельно ранен. В беспорядке армия (не преследуемая республиканцами) переправилась обратно через Луару на левый берег, Шаретт отступил к Леже, а Ларошжаклен под напором республиканской дивизии Лабарольера очистил Сомюр, немедленно занятый противником. 7 июля Канкло занял город Ансенис и вошёл в связь с прибывшей в Сомюр из Тура дивизией Лабарольера.
В то же самое время бригадный генерал Франсуа-Жозеф Вестерман, командовавший авангардом Бирона, расположившегося с 17 тысячами войска в Ниоре, в нескольких боях разбил вандейцев, но запятнал славу своей победы самыми жестокими расправами с побеждёнными.
Вскоре после этого он был атакован 5 июля у Шатильона всеми силами Боншана и Ларошжаклена и потерпел полное поражение. Роялисты, озлобленные его опустошениями, казнили всех взятых в плен.
Между тем Бирон и Канкло совещались об одновременном концентрированном наступлении всех республиканских отрядов. План этот, однако, не осуществился из-за недостатка походных припасов войск и восстания жирондистов в Нанте, где по этому случаю был задержан корпус Канкло. Наступательные действия стали снова совершаться разрозненно и позволили роялистам использовать преимущества внутренних линий.
12 июля дивизия Лабарольера (13 тысяч с 30 орудиями) выступила из Сомюра к Вийе, выдвинув авангард Мену к селению Корон. 17 июля авангард этот был отброшен вандейцами на главные силы, которые 18 июля при Вийе были атакованы Пироном (12 тысяч вандейцев) и разбиты, потеряв до 5 тысяч человек выбывшими из строя и 25 орудий.
Успех дела при Вийе был, однако, омрачен крупной неудачей под Люсоном (14 августа), где республиканский генерал Тюнк (Tunq) с 6—10 тысячами разбил 30-тысячную армию д’Эльбе, потерявшую 5 тысяч человек и 17 орудий, тогда как потери республиканцев не превосходили 500 человек.
Тем временем д’Эльбе был избран главнокомандующим после смерти Кателино. Однако этот выбор не был единогласным. Начались раздоры, главной причиной которых было влияние, приобретённое тогда на общественные дела епископом Агрским и священником Сен-лодским Бернье, нетерпимость и жестокость которых по отношению к республиканцам и протестантам не имела предела.

## Усиление республиканских сил
В то же время правительство решило покончить с восстанием, длившимся уже полгода, и изыскивало все возможные средства для покорения мятежной области. Одни советовали предать её мечу и пламени, другие — взорвать её минами и т. п. Один химик предложил даже сделать огромный кожаный шар, наполненный составом, который при воспламенении должен был истребить своим удушливым газом всё в Вандейской области. Модель этого шара была даже испытана на лугу близ Анжера. Но Конвент решил употребить более действенные меры. Убедившись в ненадёжности боевых сил, действовавших против мятежников, и решив выставить против роялистов лучше организованные и более опытные войска, он распорядился о перевозке на берега Луары войск из гарнизона Майнцской крепости, сдавшейся незадолго до того на капитуляцию австрийцам, и Валансьена, усилив численность армии до 70 тысяч человек. Однако ещё до прибытия новых республиканских войск вандейцам удалось одержать ряд побед над республиканскими отрядами.
На проходившем в Сомюре совещании республиканское командование опять остановилось на излюбленном им концентрическом наступлении. Решено было разделить армию на три дивизии: Брестского берега в 6200 человек при 22 орудиях, Ла-Рошельского берега до 10 000 человек при 30 орудиях и Майнцскую — 18 000 при 30 орудиях. Начать главные действия со стороны Нанта, пересечь сообщения роялистов с морем, отбросить их вглубь страны и полностью окружить. Для чего, выступая с 9 сентября 10-ю колоннами по разным направлениям, к 14 сентября должны были запереть роялистов в лесистой местности, а 16 сентября соединиться у селения Монтан. Сложность плана, отсутствие дисциплины и пререкания между республиканскими командирами выручили роялистов на этот раз.
9 сентября республиканцы выступили из Нанта двумя колоннами. Правая (Брестская дивизия) пошла к Машекулю, левая (Майнцская дивизия), имея в голове сильный авангард, под командованием генерала Клебера к Леже. В то же время генерал Россиньоль с Ла-Рошельской дивизией отправился из Сомюра к Шоле. Нерешительность последнего и внезапное его отступление к Сомюру изменило весь план действий. 18 сентября отряд Пирона встретил шедшую на Везен колонну Сантера и разбил её, той же участи подверглась и колонна Дюгу у селения Болье. Этими ударами действия Ла-Рошельской дивизии были парализованы, а сама дивизия отброшена к Луаре.
Но и брестской дивизии, наступавшей с запада, не удалось продвинуться далее линии Клисон — Монтегю — Сен-Фюльжан. Против неё у Тифожа сосредоточилась вся роялистская армия, под командованием д’Эльбе и Шаретта. Особый роялистский отряд Руардана стоял южнее. 19 сентября роялисты отбросили неприятельский авангард (Клебера) от Торфу на Клисон, а вслед за тем колонны Конкло в нескольких делах были оттеснены к Нанту (25 сентября). 21 сентября колонна Бейсера, атакованная у Монтегю Шареттом и Лескюром, отступила в расстройстве к селению Эгрефёль. Основная республиканская колонна избежала поражения лишь благодаря недоразумению между д’Эльбе и Шареттом. Вследствие этих успехов лесистая Вандея к концу сентября снова оказалась во власти роялистов, но раздоры их предводителей снова испортили всё дело. Кончилось тем, что Шаретт ушёл в Леже, отказываясь содействовать военным операциям в Вандее.

## Поражение у Шоле
Неудачи заставили Конвент сменить Канкло, снова соединить войска Брестской и Ла-Рошельских армий, объединив их под названием Западной армии с командующим генералом Лешеллем, который по свидетельству Клебера, «был малодушный солдат, плохой офицер и несведущий генерал». Был составлен новый план действий, согласно которому надо было объединить два сильных отряда в Нанте и Шатенере и направить их концентрически в глубь Вандеи.
В начале октября республиканская армия генерала Лешелля предприняла общее наступление двумя колоннами. Брестская дивизия двинулась на Монтегю и Тифож, Ла-Рошельская на Брессюир и Шатийон. 6 октября Клебер одержал победу над д’Эльбе и Боншаном у Трез-Сетье. 9 октября генерал Шальбо у леса Мулен-а-Шевр нанёс поражение Лескюру, Стоффле и Ларошжаклену. В тот же вечер Вестерманн занял Шатийон. Тогда главная армия роялистов решила отбить свою «столицу» и 11 октября выбила республиканцев из Шатийона, одна часть из которых отступила к Туару, другая, Вестермана, отступила к лесу Мулен-а-Шевр, откуда ночью хитростью проникла в Шатийон и подожгла его, убивая сонных вандейцев. Бежавшие в панике повстанцы вернулись днём, но не заняли сожженный городок, а отошли к Мортань-сюр-Севру. После этого главная армия роялистов немедленно повернула на запад для встречи наступавшей на Шоле колонны Лешелля. 15 октября эта колонна опрокинула авангард роялистов в сражении при Ла-Трамбле, причём был сметрельно ранен Лескюр.
Вандейцы отступили к Бопрео. Шоле, самый важный город, который до этого контролировался повстанцами, 13 октября без боя перешёл в руки республиканцев.
В это время Шаретт действовал самостоятельно в западной Вандее и 11 октября овладел островом Нуармутье. Отсутствие его сил на решающем театре войны раздробляло силы повстанцев и способствовало дальнейшим успехам республиканских войск. Шаретту предлагали атаковать республиканскую армию с тыла, но тот отказался и двинул только часть своих сил к Монтегю.
Численность республиканской армии в Шоле составила 23 000 человек. Дивизиями командовали Бопюи, Марсо и Клебер. На военном совете в Бопрео командиры вандейской армии, 40 000 человек, после долгих споров решили отбить Шоле, и 17 октября повстанцы атаковали республиканскую армию, но потерпели поражение. Вандейская армия потеряла 20 % личного состава, 12 орудий и обоих своих смертельно раненых вождей — д’Эльбе и Боншана — и была отброшена обратно к Бопрео и Сен-Флорану. Результатом поражения стала переправа остатков армии на правый берег Луары, а вместе с ними и 20 000 женщин, стариков и детей, покинувших свои жилища из опасения перед репрессиями республиканских войск. Оставление роялистами Вандеи было вызвано безвыходностью положения. Но в то же время ими владела мысль, что появление мятежной армии в Бретани поднимет на восстание жителей данной провинции. Кроме того, они рассчитывали на помощь Британии.

## Экспедиция в Нормандию
После смерти обоих предводителей главное командование над войсками перешло к Ларошжаклену, который немедленно созвал военный совет. На нём Лескюр, уже находившийся при смерти, советовал идти к Нанту, гарнизон которого находился на левом берегу реки, овладеть этим городом, восстановить сообщение с Шареттом, действовавшим в Нижней Вандее и направить свои действия на сообщения республиканской армии. Однако другой вождь роялистов, принц де-Тальмон, сохранявший надежду поднять восстание в Бретани, уговорил идти к Ренну. В свою очередь, Эшель, имея в виду, что роялисты, переправившись через Луару, могут пойти к Нанту или Анжеру, послал за ними две колонны: одну — на Варад, другую на Анжер. Остальная же часть его армии под командованием Гаксо осталась в Вандее для наблюдением за Шареттом и предупреждения новых волнений. В последнем, однако, армия успеха не имела, и малая война в Вандее продолжилась с прежней силой и ожесточенностью.
23 октября вандейская армия заняла Лаваль, где к ней присоединилось 6000 вооружённых крестьян из Бретани, и двинулась к Антраму. 25 октября Клебер с одной из дивизий правой колонны атаковал роялистов у Антрама (близ Лаваля), но не был поддержан малодушным Эшелем, потерпел поражение и с потерей 19 орудий отступил к Анжеру (28 октября).
В то же самое время была разбита и левая колонна республиканцев. 27 октября под Антрамом вандейцы Ларошжаклена (31 тысяча) одержали победу над республиканскими войсками Вестермана (25 тысяч), а на следующий день уничтожили его арьергард при Краоне (28 октября), оттеснив его главные силы к Ренну.
Расстроенная республиканская армия Эшеля сосредоточилась близ Анжера и была усилена отрядами Ленуара и Россиньоля. К тому времени неспособность Эшеля к командованию армией выявилась настолько, что войска отказались ему повиноваться. Тогда депутаты национального конвента предложили принять командование армией Клеберу, но тот отказался, передав его одному из старших дивизионных генералов Шальбосу. От последнего командование вскоре перешло к Россиньолю.
В то время как республиканцы устраивали свои войска в Анжере, вандейские вожди, находясь в Лавале, обсуждали план дальнейших действий. Одни из них хотели идти в Бретань, другие в Нормандию. Тальмон предлагал использовать в качестве базы Бретань и идти к Парижу. Наконец Стофле, которому наскучили споры, самовольно выступил на север к Фужеру, и вслед за ним 2 ноября вся вандейская армия двинулась в Нормандию. Надеясь войти в связь с английским флотом, крейсировавшим около берегов, Ларошжаклен 12 ноября прибыл к Авраншу. По пути роялисты заняли Эвре, Фужер, Понторсон и Сен-Жер. Из Авранша они двинулись к Гранвилю, чтобы овладеть им и ждать там помощи из Англии. Но Гранвиль был укреплен и оборонялся 5-тысячным гарнизоном под командованием генерала Пейра. Два штурма роялистов 14 и 15 ноября были отбиты со значительным для них уроном. В то же время республиканцы сосредоточили за рекой Вирою у Сен-Ло до 12 тысяч вооружённых крестьян, усилив их 16-тысячным корпусом, пришедшим из Кана. Пришлось отступить в Авранш. Солдаты упали духом и шумно требовали возвращения в Вандею.
Тем временем Россиньоль с 25 тысячами предпринял общее наступление, заняв 17 ноября Антрен и (отрядом генерала Трибу) Понторсон. 22 ноября у Доль главные силы республиканцев под командованием Россиньоля наткнулись на Ларошжаклена (20 тысяч). В упорном бою большая часть армии роялистов уже бежала с поля боя, когда пламенная речь и пример одного из священников, следовавших с армией, воодушевила воинов. Они вырвали победу из рук противника, опрокинув неприятеля, но, помышляя в первую очередь лишь о возвращении домой, не озаботились преследованием расстроенного врага и дали тому время оправиться от поражения. Пользуясь поражением республиканцев, роялисты могли достигнуть переправы у Се (близ Анжера) или у Сомюра, перенеся военные действия снова на левый берег Лауры, но предводители армии не могли на это решиться и теряли драгоценное время на обсуждение решений. 3 декабря вандейская армия подошла к Анжеру, надеясь овладеть здесь переправой, но была отбита двумя дивизиями, которыми командовал генерал Бопюи, оставленный в городе из-за ранения. На следующий день встревоженные появлением республиканских войск в тылу вандейцы отошли на Ла-Сюэте. 5 декабря генерал Марсо (сменивший Россиньоля, добровольно сложившего с себя командование, до прибытия генерала Тюрро) сосредоточил всю армию у Анжера. Дивизии Клебера было поручено оборонять переправы через Луару.

## Экспедиция в Мен
Не имея надежды переправиться на левый берег Луары на виду противника, вандейцы решились идти в Менскую область (Maine), жители которой считались преданными Бурбонам. 8 декабря, подойдя к городу Ла-Флешу, они были встречены на переправе через реку Ле-Луар (Loir) пятитысячным республиканским отрядом. В то же время неутомимый Вестерман атаковал их арьергард. Положение роялистов было самое опасное, но присутствие духа Ларошжаклена спасло их. Взяв несколько сот кавалеристов и посадив на круп их лошадей по пехотинцу, он поспешил вверх по реке и, найдя близ берега два небольших парома, переправился на другой берег. Оттуда он отправился на рысях к Ла-Флешу, спешил пехоту и ворвался в город с криками «Да здравствует король!». Испуганный неожиданным нападением, гарнизон бросился по дороге к Ману. Ларошжаклен восстановил разрушенный неприятелем мост, отразил Вестермана и, переправив всю свою армию на левый берег, разрушил переправу. 10 декабря вандейцы заняли Ман и заставили его гарнизон отступить к Алансону.
Республиканские корпуса, соединившись под командованием Марсо и отойдя на переход от Лаваля, направились тремя колоннами к Ману. Левая колонна, пришедшая со стороны Ла-Флеша прежде остальных войск, с ходу атаковала, но была отбита роялистами. Между тем подошла центральная колонна. Марсо в ожидании правой колонны хотел расположиться на позиции, но по совету Вестермана возобновил атаку и 12 декабря с наступлением ночи овладел предместьями. В течение ночи прибыла и правая колонна Клебера и на рассвете 13 декабря атаковала роялистов. В итоге Ларошжаклен (25 тысяч) был разбит Клебером (15 тысяч), потеряв всю артиллерию, обоз и до 15 тысяч убитыми, ранеными и пленными (в том числе стариков, женщин и детей), вынужден был отступить к Лавалю. В преследование за ним бросили кавалерию Вестермана, затем за ним двинулись все республиканские войска, за исключением части дивизии генерала Мюллера, оставленной в Анжере, чтобы перекрыть путь роялистам в Вандею. При этом республиканцы массами расстреливали пленных вандейцев.
Неудача у Мана обострила и без того критическое положение вандейской армии, которая не могла теперь рассчитывать на помощь англичан, бретонцев или эмигрантов. К тому же стояла суровая зима, и войска были обречены на большие лишения. Не имея возможности оказывать дальнейшее сопротивление, вандейцы приняли решение переправиться на левый берег Луары. Марсо двинулся вслед за ними, приказав командующим войсками в Сомюре, Анжере и Нанте употребить все зависящие от них меры, чтобы преградить пути остаткам роялистов.
Последние 16 декабря заняли Ансенис на правом берегу Луары. У них не было никаких средств, кроме барки, которую они привезли с собой. Но у противоположного берега стояло несколько судов, нагруженных сеном. Ларошжаклен со Стофле переправился на барке, чтобы овладеть этими судами; в это самое время к Ансенису подошла вражеская канонерская шлюпка, которая расположилась напротив местечка, отрезав вандейского начальника от его войска и не позволив роялистам переправиться на левый берег Луары. Вандейцы оставили Ансенис и в числе 7 тысяч при 7 орудиях дошли 22 декабря до Савене. Там они были атакованы на следующий день всеми силами республиканской армии и потерпели полное поражение. Остатки разбитой армии были уничтожены частью кавалерией Вестермана, частью погибли на эшафотах. Только немногим удалось уйти в Бретань и Нижнюю Вандею.
Генерал Гаско, оставленный с частью республиканской армии на левом берегу Луары, выступил 9 ноября из Нанта и 6 декабря овладел островом Буэн у Машекуля. Шаретт, находившийся там с 1500 вандейцами, потерял половину своих солдат и был вынужден уйти в верхнюю лесистую Вандею, надеясь содействовать переправе главных сил роялистской армии на левый берег Луары. В это время вандейцы готовы были покориться республиканскому правительству, но жестокость комиссара Каррье (Carrier), свирепствовавшего в Нанте, заставила продолжать отчаянную борьбу, и многие жители Вандеи присоединились к отряду Шаретта.

## Адские колонны
7 января 1794 года республиканцы с помощью транспортных судов овладели островом Нуармутье. Находившиеся на нём роялисты капитулировали, но комиссары Конвента нарушили условия договора и расстреляли до 1500 пленных, после чего командующий республиканскими войсками генерал Тюрро, получив подкрепления, решил окончательно подавить восстание и для этого двинул в Вандею 12 летучих отрядов (всего около 15 тысяч человек), известных под названием адских колонн, которые истребляли на своём пути дома, селения, леса и беспощадно расстреливали всех пленных. В ответ на это и роялисты не давали своим противникам пощады. С обеих сторон творились страшные жестокости, но подавить остатки восстания республиканцы так и не смогли.
В то время как Гаско с 4-тысячным отрядом преследовал Шаретта в лесной Вандее, Ларошжаклен собрал в Везене до 2000 вооружённых поселян и совместно с таким же по численности отрядом Стоффле взял Шоле. Этот незначительный успех роялистов стал причиной гибели одного из лучших генералов республиканцев — Вестермана. Его обвинили в раздаче оружия жителям возмутившихся общин, и Вестерман погиб на эшафоте. Почти в то же время погибли с одной стороны Ларошжаклен, а с другой — Гаско. Первый был убит республиканским гренадёром, которому он предлагал сдаться; второй застрелился, окружённый войсками Шаретта.
В марте 1794 года подняли оружие против республики нижнебретонские департаменты, причём восставшие роялисты, получившие название шуанов, присоединились к вандейцам.

## Изменение тактики и реорганизация
После гибели генерала Гаско Тюрро сделал очередную попытку усмирения Вандеи. Для этого одновременно были посланы 4 колонны, которые, вступив в лесную Вандею с разных сторон, должны были сосредоточиться у Монтегю. В то же время Тюрро приступил к учреждению так называемых укреплённых лагерей, которые, постепенно переносясь в глубь Вандеи, могли бы служить надёжными пунктами для полевых войск. К концу 1794 года 13 укреплённых лагерей отрезали Вандею от внешнего мира, предоставив её своим собственным силам.
Ко времени создания лагерей республиканская армия насчитывала до 40 000 человек, но четверть из них не имела оружия. В то же время силы вооружённых роялистов достигали 200 тысяч, разбитых на три корпуса: Шаретта, Бернара Мариньи и Стофле, совершенно независимых друг от друга. Вскоре между ними возникли несогласия, дошедшие до такой крайности, что Стофле по наущению аббата Бериньера в мае 1794 года расстрелял Мариньи. Солдаты последнего, озлобленные его смертью, отказались повиноваться вандейским вождям, и только одни офицеры этого корпуса присоединились к войскам Шаретта и Стофле.
В июне 1794 года Шаретт вернулся в Западную Вандею и реорганизовал свои войска, сведя их в 10 дивизий (всего до 10 000 пехоты и 1000 кавалерии). После этого он двинулся к Монтегю, рассеял авангард республиканской армии, после чего снова вернулся в Западную Вандею, где соединился со Стофле. После этого они оба направились к Шалону на Луаре, но по пути были разбиты республиканским отрядом. Это заставило их снова разделить армии. Шаретт остался в Западной Вандее, а Стофле вернулся в Верхнюю Пуату, занявшись переустройством войск и приведением в оборонительное состояние Анжуйской области.

## Затишье в боевых действиях
Между тем в конце июня 1794 года в военных действиях наступило затишье вследствие начавшихся полевых работ (сенокоса и жатвы). Вследствие этого Комитет общественного спасения, введённый в заблуждение этим бездействием, пришёл к выводу об окончательном умиротворении края и, обеспокоенный внешней войной, вывел из Вандеи лучшие войска на восточную границу, пополнив кадры Западной армии новобранцами. Последние, приходя небольшими партиями, часто погибали в засадах и ночных нападениях, рекруты же, набираемые в Бретани, часто переходили на сторону вандейцев и шуанов, которые в это время уже начали действовать довольно большими силами на правом берегу Луары. Но вместо того, чтобы воспользоваться затруднениями республиканцев, Шаретт и Стофле продолжали свои прежние споры, доходившие почти до разрыва.

## Перемирие
Таковым было положение дел к началу 1795 года, когда генерал Канкло, снова принявший командование над республиканской армией в Вандее, предложил Национальному Конвенту начать переговоры с инсургентами, которые окончились заключением мира в Ла-Жонэ (Близ Нанта) 5 февраля 1795 года между народными представителями и Шареттом. По условиям договора Шаретт обязывался покориться республиканскому правительству и распустить войско. Взамен было обещано:
1. Вернуть конфискованное имущество их владельцам;
2. Освободить от рекрутского набора те департаменты (области), которые были ареной боевых действий;
3. Вывести из Вандеи республиканские войска;
4. Восстановить свободу исповедания католической религии и прочее.

Вслед за этим Стофле не оставалось ничего другого, как заключить 4 мая 1795 года мир на тех же условиях.
Таким образом в Вандее водворилось спокойствие, но оно было весьма непродолжительным. Обе стороны рассматривали заключённый мир лишь как временное перемирие. Вскоре Шаретт, подстрекаемый эмигрантами и примирившийся со Стофле при посредничестве маркиза де Ривиера, посланного графом д’Артуа (впоследствии король Карл X) в Вандею, начал вынашивать новые замыслы продолжения войны. По его побуждению жители области Пуату снова стали убивать поодиночке республиканцев, попадавших в их руки. Жалобы же на народных представителей и республиканских генералов были оставлены без внимания как Шареттом, так и прочими вандейскими вождями. Война не была официально объявлена, но обе стороны уже не скрывали взаимной ненависти и деятельно готовились к возобновлению военных действий.

## Возобновление войны
В конце июня 1795 года, за несколько недель до Киберонской экспедиции, Шаретт внезапно нарушил договор, заключённый им с республиканским правительством, и, овладев несколькими постами, приказал умертвить всех пленных, в ответ на жестокости, совершенные республиканцами в Вандее.
Киберонская экспедиция, снаряженная английским правительством для оказания поддержки роялистам Вандеи и Бретани, прибыла под главным руководством графа д’Артуа (впоследствии король Карл X); войска экспедиционного отряда состояли из эмигрантов и одной английской морской бригады. На берегу была произведена раздача оружия, одежды и продовольственных запасов явившимся крестьянам и шуанам, из которых было сформировано три отряда (16 тысяч).
Получив известие о высадке роялистов в Бретани, генерал Гош, принявший командование армией в Вандее у Канкло, отозванного из-за болезни в Париж, с ничтожными силами поспешил в Ванн, где успел собрать до 13 тысяч, и 6 июля начал наступление. Отбросив передовые неприятельские отряды к Понтиевру, он предпринял блокаду Киберонского полуострова занятием укрепленной позиции на Фалезском перешейке у Сен-Барб. Утром 7 июля 4 тысячи эмигрантов и шуанов атаковали позицию Гоша, но неудачно. Через несколько дней атака была повторена, но столь же безуспешно. 15 июля инсургенты получили подкрепление в виде нового транспорта эмигрантов и вновь предприняли наступление на позиции, занятые войсками генерала Гоша. Республиканцы отразили эту атаку с большим уроном для противника.
Между тем генерал Гош 20 июля предпринял ночной штурм Понтиевра, который после нескольких кровопролитных атак был взят, от чего дело роялистов было окончательно проиграно. Военный трибунал, созданный для суда над сдавшимися повстанцами, приговорил к смерти всех эмигрантов старше 16 лет.
Пока происходили указанные выше события, военные действия продолжались в западной Вандее. 10 августа в Сен-Жильскую гавань прибыла английская эскадра с оружием, военными припасами и сукном, которые немедленно были доставлены сухим путём в Белльвиль, куда была перенесена главная квартира Шаретта. Спустя некоторое время большой английский флот появился вблизи острова Нуармутье. Прибытие значительных морских сил Великобритании к берегам областей Пуату и Бретани заставили республиканское правительство усилить находившуюся там армию войсками западных Пиренеев, которые после заключения Базельского мира были выведены из Испании.
30 сентября генерал Гош направил свой корпус (15 тысяч) тремя колоннами к Бельвилю, но Шаретт уклонился от боя. Тогда Гош расположил свои войска в виде кордона, постепенно продвигая вперёд линию республиканских постов, занимая страну, разоружая жителей, и вскоре стеснил Шаретта со всех сторон. Шаретт, избегая встречи с республиканскими войсками, ограничивался лишь мелкими партизанскими действиями.

## Подавление восстания
Желая закончить несчастную войну, истощавшую силы Франции, полным покорением Вандеи, Гош отправился в Париж и побудил Директорию наделить его неограниченной властью. 28 декабря западные области Франции от Шербура до Бордо были объявлены на военном положении, а все войска поступали под командование Гоша под названием Армии океанского прибрежья (Armée des côtes de l’Océan). Пользуясь данными ему правами, Гош скоро поставил Шаретта в самое тяжёлое положение. Окружённый со всех сторон превосходящими силами противника, вандейский военачальник, успев собрать до 3000 вооружённых крестьян, решился идти с ними в Анжуйскую область на соединение со Стофле. На подходе к Монтегю он был атакован одной из неприятельских колонн и, потерпев значительный урон, был вынужден вернуться в Белльвиль в феврале 1796 года.
Между тем Стофле, произведённый Бурбонами в генерал-лейтенанты, решился снова ополчиться для борьбы с республиканским правительством. С этой целью он обнародовал прокламацию к жителям Анжуйской области. Узнав об этом, Гош немедленно двинулся туда с 30 000 армией. Стофле, едва успевший набрать несколько сот человек, изменническим образом был захвачен в плен и 4 февраля 1796 года расстрелян в Анжере.
Через несколько недель после этого Шаретт, окруженный при Сюльписе с небольшим числом своих приверженцев превосходящими неприятельскими силами, после мужественной обороны попал в плен и 18 марта был расстрелян в Нанте. Его смерть стала последним ударом, нанесённым Вандее. Поручив окончательное усмирение страны начальникам оставленных в ней отрядов, Гош перешёл с главными силами республиканской армии на правый берег Луары для покорения шуанов. Последовательно разоружая деревни, очистив как Вандею, так и Бретань от шуанских отрядов Жоржа Кадудаля и Корматена, Гош в июле 1796 года смог донести Директории, что война в Вандее окончена. Однако мелкие отряды инсургентов продолжали ещё долго держаться в Вандее.

## Террор в ходе войны
В ходе Вандейской войны и после неё печальную известность снискали так называемые «адские колонны генерала Тюрро». В ходе подавления восстания, а также в ходе последующих карательных операций против населения Вандеи, подозреваемого в контрреволюционности, были без суда убиты более 10 000 человек обоих полов, в том числе родственники и члены семей участников восстания, священнослужители, монахи и монахини. Из акций революционного террора в Бретани наиболее известны «Нантские утопления», заменившие собой казни на гильотине за счёт большей скорости и массовости.

Якобинский генерал Вестерман воодушевлённо писал в Париж: «Граждане республиканцы, Вандея более не существует! Благодаря нашей свободной сабле она умерла вместе со своими бабами и их отродьем. Используя данные мне права, я растоптал детей конями, вырезал женщин. Я не пожалел ни одного пленного. Я уничтожил всех».

Некоторые историки считают, что такого письма никогда не существовало. Будучи впервые процитированным Кретино-Жоли, оно само не было обнаружено в архивах и, по-видимому, является плодом его воображения. Кроме того, у Вестермана не было никаких причин писать в Комитет общественного спасения, тем более критиковать своих непосредственных начальников Клебера и Марсо. В момент его предположительного написания восстание ещё продолжалось, а несколько тысяч вандейских пленных находились под охраной частей Вестермана. Убийство мирных граждан также было бы явным нарушением данных Конвентом приказов.
Английский историк Доминик Ливен оценивает количество жертв в ходе войны в Вандее в 250 тыс. человек (республиканцев, их противников и некомбатантов).
Отчасти восстания в Бретани и Нормандии можно объяснить более поздним присоединением этих областей к Франции и наличием среди их населения крепкой католической веры. До нынешнего времени в этих областях сохраняются прокатолические и монархические взгляды, необычные для современной секулярной Франции.
Впоследствии сопротивление вандейцев стало символом борьбы для белого движения во время Гражданской войны в России.